# Pseudojuloides cerasinus
Pseudojuloides cerasinus là một loài cá biển thuộc chi Pseudojuloides trong họ Cá bàng chài. Loài này được mô tả lần đầu tiên vào năm 1904.

## Từ nguyên
Từ định danh cerasinus trong tiếng Latinh có nghĩa là "đỏ như màu anh đào", không rõ hàm ý đề cập đến điều gì, có lẽ đề cập đến những vùng cơ thể có sắc đỏ ở loài này.

## Phân loại
P. cerasinus trước đây được cho là có phạm vi phân bố rộng rãi trên khắp Ấn Độ Dương - Thái Bình Dương. Tuy nhiên, vào năm 2017, Victor đã tái khảo sát về loài này. Dựa trên sự khác biệt về kiểu màu sắc của cá đực và kiểu gen di truyền, quần thể được cho là P. cerasinus ở Thái Bình Dương được tách thành 3 loài sau:
- P. cerasinus hợp lệ chỉ có phạm vi giới hạn ở quần đảo Hawaii.
- Pseudojuloides splendens có phạm vi trải dài từ Nhật Bản đến Úc, băng qua hầu hết vùng biển ngoài khơi các đảo quốc ở Nam Thái Bình Dương.
- Pseudojuloides polynesica chỉ xuất hiện ở Polynesia thuộc Pháp và quần đảo Line.

Ngoài P. splendens và P. polynesica kể trên, 4 loài khác là Pseudojuloides kaleidos, Pseudojuloides polackorum, Pseudojuloides pyrius và Pseudojuloides xanthomos cùng hợp lại với P. cerasinus tạo thành một nhóm phức hợp loài P. cerasinus.

## Môi trường sống
Tại Hawaii, P. cerasinus được quan sát là sống gần các rạn san hô và khu vực có đá vụn ở độ sâu đến 104 m.

## Mô tả
P. cerasinus có chiều dài cơ thể tối đa được ghi nhận là khoảng 10 cm. Chúng là loài dị hình giới tính. Cá đực có màu xanh lục ở thân trên và xanh lam ở thân dưới. Có một cặp sọc chạy dọc theo chiều dài của thân: sọc màu lam nằm trên sọc màu vàng. Sau mắt có một vệt sọc ngắn màu xanh lam. Vây lưng và vây hậu môn màu vàng lục với một dải sọc lam dọc theo chiều dài của vây; viền màu xanh óng. Đuôi cụt, màu đen với dải viền xanh óng ở rìa; giữa đuôi có một sọc đứng màu xanh óng. Vùng lưng hơi có màu nâu đỏ. Vây lưng trước thường có đốm đen. Cá cái có màu hồng da cam hoặc đỏ hồng; trắng ở bụng và phớt vàng ở mõm; các vây màu vàng nhạt.
Số gai ở vây lưng: 9; Số tia vây ở vây lưng: 12; Số gai ở vây hậu môn: 3; Số tia vây ở vây hậu môn: 12; Số tia vây ở vây ngực: 13.

### Trích dẫn
- "A Revision of the Labrid Fish Genus Pseudojuloides, with Descriptions of Five New Species" (PDF). Pacific Science. Quyển 35 số 1. 1981. tr. 51–74. {{Chú thích tạp chí}}: Đã bỏ qua tham số không rõ |authors= (trợ giúp)
- Benjamin C. Victor (2017). "Review of the Indo–Pacific Pseudojuloides cerasinus species complex with a description of two new species (Teleostei: Labridae)" (PDF). Journal of the Ocean Science Foundation. Quyển 29. tr. 11–31.